# Heroine Shikkaku
Heroine Shikkaku (ヒロイン失格 (Heroine Thất Cách) Hiroin Shikkaku, "n.đ. 'Nữ chính mất tư cách'") là manga shōjo Nhật Bản được viết và minh hoạ bởi Kōda Momoko. Truyện được xuất bản bằng tiếng Pháp bởi nhà xuất bản Delcourt. Một tập phim điện ảnh live action công chiếu từ ngày 19 tháng 9 năm 2015 do Hanabusa Tsutomu làm đạo diễn với sự góp mặt của diễn viên người mẫu Kiritani Mirei và nam diễn viên Yamazaki Kento và Sakaguchi Kentarō.

## Cốt truyện
Matsuzaki Hatori là một nữ sinh cấp ba thân thiện dễ gần, trừ việc nàng dùng toàn bộ thời gian rảnh để tưởng tượng về chuyện tình hường phấn giữa mình và cậu bạn thanh mai trúc mã – Terasaka Rita và coi tất cả mọi người xung quanh là những "nhân vật phụ" không đáng nhớ mặt đặt tên. Tuy nhiên, vào một ngày đẹp trời nọ, mộng tưởng của nàng hoàn toàn tan vỡ khi Terasaka chấp nhận lời tỏ tình từ Adachi Miho – một nữ sinh chuyên bị bắt nạt bởi bề ngoài của mình. Trong khi còn đang quay cuồng lên kế hoạch chiếm lại ngôi "nữ chính", Hatori lại phải đón nhận thêm một cơn sốc nữa khi Hiromitsu Kousuke, anh chàng nổi tiếng nhất trong trường, quyết định tỏ tình với nàng. Hatori đã chấp nhận lời hẹn hò với Kousuke nhưng rồi cô nhanh chóng nhận ra tình cảm thật sự của mình vẫn chỉ hướng về Rita.

## Nhân vật
Matsuzaki Hatori (松崎 はとり)
Nữ sinh cao trung tự nhận mình là nữ chính của truyện tình với Rita - người bạn thơ ấu, và suy nghĩ rằng tất cả những người con gái khác là "nữ phụ".
Terasaka Rita (寺坂 利太)
Cậu là bạn thơ ấu của Hatori. Cậu được Hatori tự phong cho là "nam chính" của truyện. Hai người họ gặp nhau từ khi mới 10 tuổi, ngay sau khi mẹ cậu đi bước nữa với người chồng trẻ hơn. Đến khi vào cao trung, hai người họ vẫn giữ mối quan hệ bạn bè với nhau. Rita làm quen và hẹn hò với một cô bạn tên Adachi vì ngưỡng mộ. Đến cuối truyện, Rita nhận ra ai mới là tình cảm thật sự của mình và cậu đã chia tay Adachi và đến với Hatori.
Hiromitsu Kōsukeu (弘光 廣祐)
Cậu là bạn cùng trường của Hatori. Cậu là một chàng trai được nhiều cô gái yêu mến và mong muốn được hẹn hò ở trường. Sau một lần tình cờ gặp Hatori, cậu đã dành tình cảm của mình cho Hatori và hi vọng được hẹn hò với cô. Hatori chấp nhận hẹn hò với cậu nhưng khi tình cảm thật sự của cô chỉ dành cho Rita nên cô đã từ chối lời đề nghị làm bạn gái của Kōsukeu.
Adachi Miho (安達 未帆)
Một cô gái được Rita hẹn hò sau khi hai lần cô được Rita cứu khi bị bắt nạt. Hatori xem cô là "nữ chính lí tưởng", trái ngược với bản ngã "nữ chính ác quỷ" của bản thân.

## Đón nhận

### Doanh thu
Tập 7 bán ra được hơn 40 nghìn bản in (tính đến ngày 1 tháng 7 năm 2012), tập 8 bán ra được 35 nghìn bản in (tính đến ngày 28 tháng 10 năm 2012), và tập 9 bán được 45 nghìn bản in (tính đến ngày 2 tháng 3 năm 2013).

### Phòng vé
Phim điện ảnh live action xếp hạng 1 tại các phòng vé tại Nhật Bản và đạt doanh thu 20,5 triệu đô la Mỹ.